# فيزياء حيوية جزيئية

الفيزياء الحيوية الجزيئية هي مجال بحثي متعدد التخصصات يتطور بسرعة ويجمع بين المفاهيم في الفيزياء والكيمياء والهندسة والرياضيات والبيولوجيا. وهو يسعى لفهم النظم الجزيئية الحيوية وتفسير الوظيفة البيولوجية من حيث البنية الجزيئية، والتنظيم الهيكلي، والسلوك الديناميكي على مستويات مختلفة من التعقيد (من الجزيئات المفردة إلى الهياكل supramolecular والفيروسات والأنظمة الحية الصغيرة). يغطي هذا الانضباط مواضيع مثل قياس القوى الجزيئية، والجمعيات الجزيئية، والتفاعلات التبادلية، والحركة البراونية، ونظرية الكبل. يمكن العثور على مجالات إضافية للدراسة في مخطط الفيزياء الحيوية. إن التحديات التقنية للفيزياء الحيوية الجزيئية هائلة، وقد تطلب الانضباط تطوير معدات وإجراءات متخصصة قادرة على التصوير والتعامل مع الهياكل الحية الدقيقة، بالإضافة إلى مقاربات تجريبية جديدة.
من أجل تصنيفها كفيزياء حيوية جزيئية، يجب أن يكون الموضوع الذي تمت دراسته مرتبطًا بالفيزياء الحيوية واستخدام الرياضيات على مستوى هندسي، ليس فقط لشرح الظاهرة، ولكن أيضًا للتنبؤ بالنتائج المستقبلية.